# Dirty Heart
『Dirty Heart』は、2009年の日本映画。

## ストーリー
東洋フェザー級チャンピオンの斉藤（演：横川康次）、忍者（演：パッション屋良）、居合いの達人（演：猫ひろし）の3人が2つのヤクザ組織から金を奪うために結託する。

## キャスト
- 横川康次
- パッション屋良
- 猫ひろし
- 矢野マイケル
- 増田俊樹
- ボブ鈴木
- 田中俊
- 大澤真一郎
- 河井誠
- 降幡剛志
- 平山久能
- 西谷雄一
- 片山享

## スタッフ
- 監督・脚本・撮影・美術・編集：辻岡正人
- プロデューサー：川俣宏志
- 企画：川俣宏志、辻岡正人
- 助監督：西谷雄一
- 制作指揮：降幡剛志